# Hydrothérapie de Mimizan
L'hydrothérapie est un ancien établissement de soins situé sur la commune de Mimizan, dans le département français des Landes.

## Présentation
Le centre d'hydrothérapie est bâti à Mimizan-Plage sur la rive gauche du Courant, en remplacement d'un établissement de bains de mer en bois édifié en 1904 sur la plage Nord et détruit par une violente tempête en 1922. L'hydrothérapie est inaugurée le dimanche 5 août 1923. 

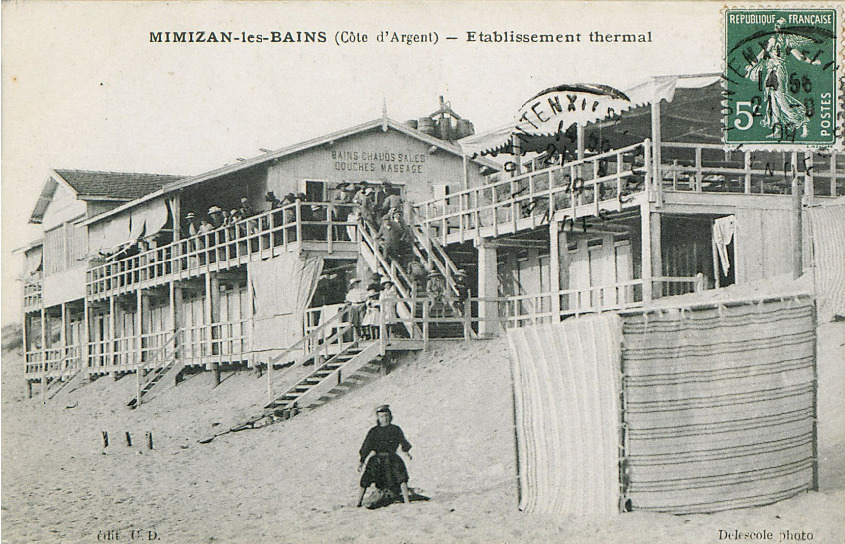
Établissement thermal sur la plage Nord de Mimizan entre 1904 et 1922.
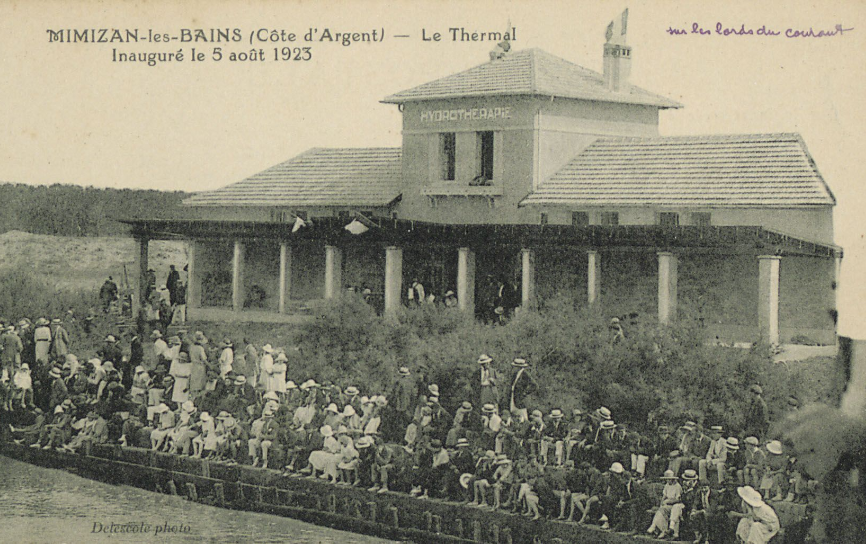
Inauguration de l'hydrothérapie de Mimizan-les-Bains sur la rive gauche du Courant le 5 août 1923.

Le 9 janvier 1924, un raz-de-marée en démolit l'aile aval, qui est reconstruite de manière rehaussée. De 1924 à 1930, Coco Chanel séjourne régulièrement chez son ami intime le duc de Westminster au château Woolsack, sur les bords du lac d'Aureilhan. Elle offre pendant cette période des congés à ses employées, qui sont logées dans la colonie du Pylône. La monitrice, Madame Rose, et la directrice, Fernande Cheroute, vêtues de peignoirs blancs, se rendent à pied vers ce nouvel établissement d'hydrothérapie afin d'y prendre un bain chaud à l'eau de mer.

### Origines
La pénicilline, découverte par Alexander Fleming, n'est employée à des fins thérapeutiques qu'à partir de 1941 ou 1943. Avant cette date, la tuberculose fait des ravages et on essaie de mettre les malades dans les meilleures conditions de résistance possibles, grâce à une bonne alimentation et au bon air. Ce mouvement entraîne la floraison de sanatoriums en montagne et sur les côtes. Ce ne sont donc pas les plages de sable, les sports nautiques ou la baignade ludique dans les vagues qui sont recherchées dans les premiers temps du tourisme balnéaire, mais des points de baignade dans des eaux calmes et tièdes dans un but thérapeutique.
Le littoral aquitain, jusque-là peu fréquenté, s'ouvre au tourisme dès la fin du XVIIIe siècles. À Biarritz, les bains de mer deviennent à la mode dès 1784. Avec la construction de la villa Eugénie en 1855, la station s'élève en un lieu de rendez-vous de l'aristocratie européenne du Second Empire. En 1823, un établissement de bains de mer ouvre dans ce qui deviendra quelques années plus tard la ville d'Arcachon. La station aménagera, à partir des années 1860, le quartier de la Ville d'Hiver, destiné à accueillir une clientèle bourgeoise aisée venant soigner sa tuberculose. Le premier établissement de bains de mer de la Chambre d'Amour à Anglet ouvre en 1868. La station de Capbreton accueille en 1888 le préventorium Sainte-Eugénie, établissement de soins pour les enfants souffrant de maladies pulmonaires.
Profitant de sa situation géographique entre ses voisines, Mimizan envisage elle aussi d'accueillir des visiteurs venus d'ailleurs pour valoriser son littoral, mais doit avant tout maîtriser le courant, qui dérive naturellement vers le sud. C'est donc côté Nord que sont réalisés les tout premiers aménagements, avant que deux digues encadrant la dernière section du cours d'eau soient réalisées entre 1871 et 1873. « Mimizan-les-Bains » comme on dit alors connaît un essor à partir des années 1880, renforcé par l'arrivée du train à Mimizan-Bourg en 1889, puis à Mimizan-Plage en 1907-1908. La station est peu à peu fréquentée par la petite bourgeoisie locale. Les premiers visiteurs osant défier les eaux de l'océan optent d'abord pour une baignade dans les baïnes à marée basse, constituant de vastes baignoires naturelles. En 1904, la station balnéaire se dote d'un établissement de bains de mer en bois sur la plage Nord, plus confortable que les bains dans l'océan et qui contribue à sa renommée. Détruit par une tempête en 1922, il est remplacé l'année suivante par une hydrothérapie qui s'éloigne du front de mer et s'établit sur la rive Sud du Courant.
Les stations balnéaires cesseront peu à peu d'être des lieux de soins après la Seconde guerre mondiale en raison des progrès de la médecine. Les établissements de soins perdront par conséquent leur utilité et finiront par être reconvertis ou détruits.

## Galerie

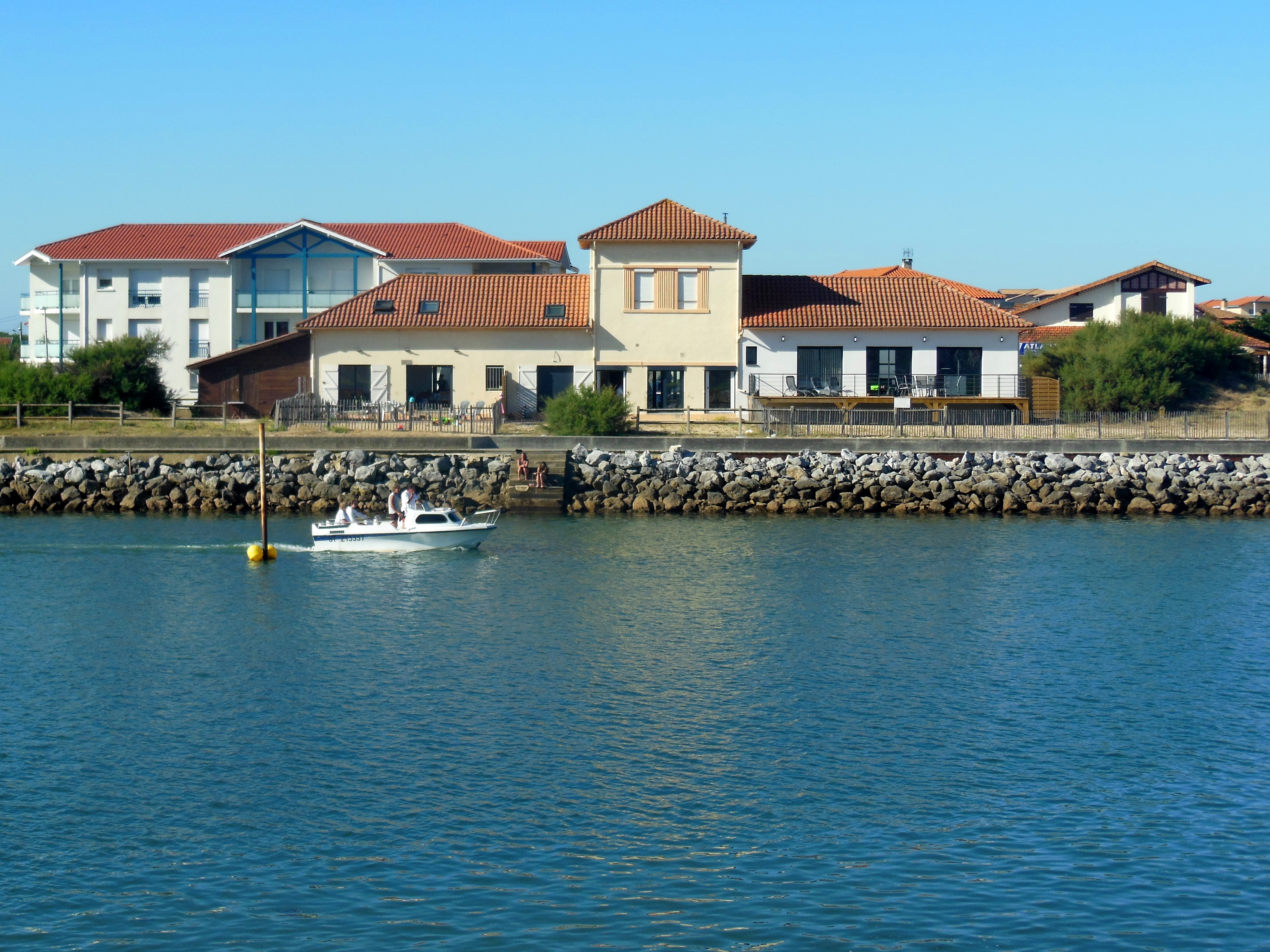
L'ancienne hydrothérapie, façade Nord-Est.
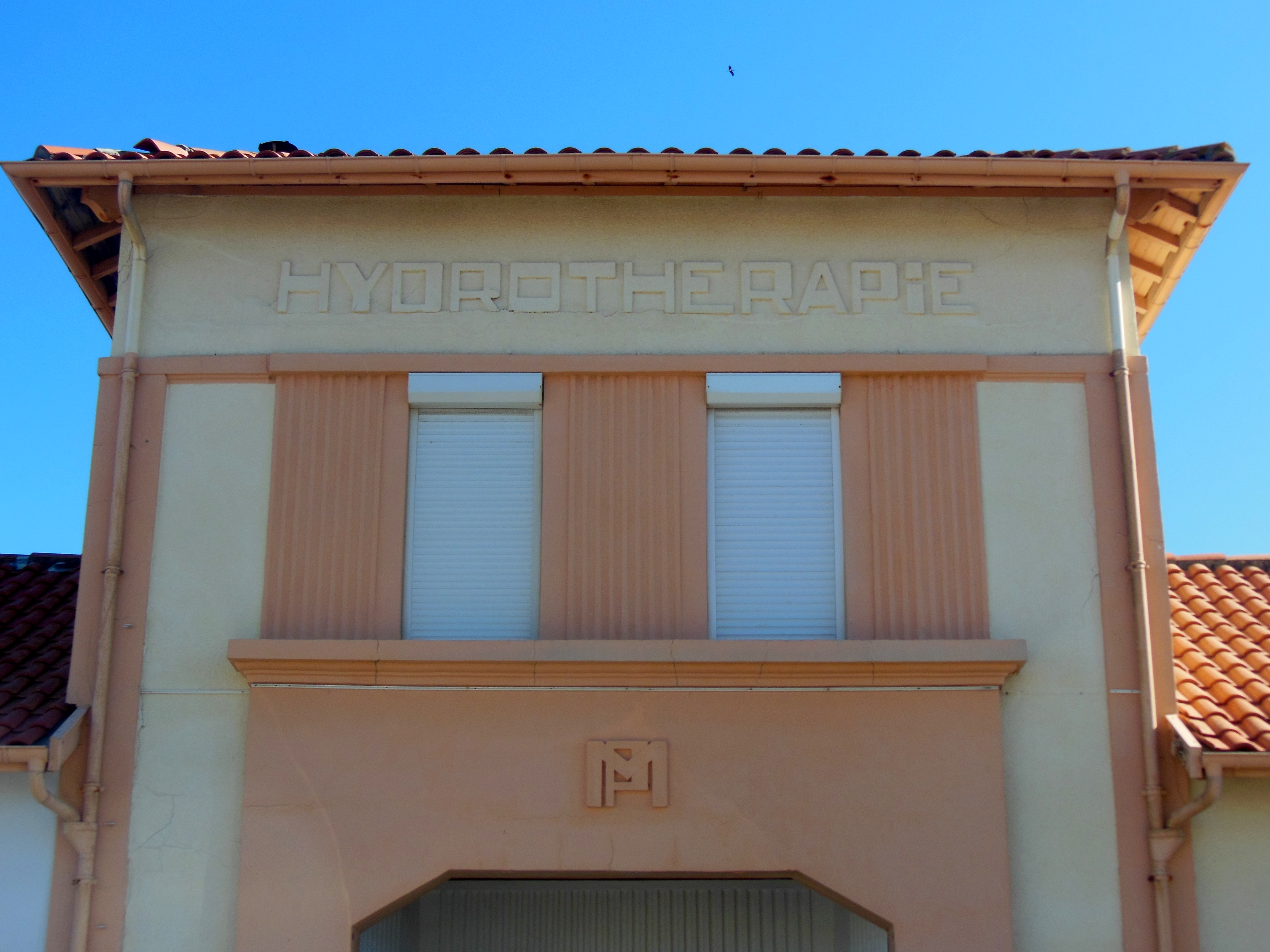
Façade art déco de l'ancienne hydrothérapie de Mimizan.